# 池田孝一郎
池田 孝一郎（いけだ こういちろう、1935年6月8日 - ）は、日本のアナウンサー。TBSアナウンサー第6期生。バーラム（オフィス「K・I」）、ワーサルに所属していた。
山口県生まれ、新潟県西蒲原郡巻町（現：新潟市西蒲区）出身。血液型A型。新潟県立巻高等学校を経て早稲田大学第一文学部社会学専修卒業。

## 来歴・人物
1959年、ラジオ東京（1960年11月29日よりTBS）に第6期生アナウンサーとして入社（同期には石井智・川野昌宏・里見恭夫・新堀俊明・土屋統督・藤田和弘・料治直矢・相場君子・今井登茂子・加藤かな子・加藤珪子・土井誉子・蛭田玲子）、主にスポーツ番組の司会や実況中継（野球、競馬、バレーボール）を担当し、1978年から8年間『JNNスポーツデスク』の司会を務めた。報道局運動部兼ニュース部（1963年11月）、報道局運動部兼アナウンサー研修室付（1967年11月）、ラジオ本部アナウンス室兼テレビ本部報道局運動部（1970年7月）、アナウンス室兼テレビ本部第二制作局スポーツ部（1979年12月）、ラジオ本部ラジオ局アナウンス部（1986年5月）、スポーツ局（1991年5月）、アナウンスセンター（1995年2月）に配属されてチーフアナウンサー、アナウンス部長、スポーツ局次長、報道総局次長等を歴任。1967年以降は新人アナウンサーの採用や研修も担当していた。
1995年6月に定年。退職後は、フリーとなり株式会社バーラムを設立（同時に代表取締役社長へ就任）。また、池田塾塾長、日本大学芸術学部放送学科・TBSアナウンススクール・専門学校東京アナウンス学院各講師、東京新潟県人会常務理事・文化教養委員長、NPO法人バレーボール・モントリオール会理事を務める。

## 詳細情報

### 過去の出演番組
フリーアナウンサー転身以降
- 東京シティ競馬中継キャスター（東京MXテレビ）（1995年11月 - 1996年3月）

TBS在籍時代
- 各種スポーツ中継
  - プロ野球中継
    - TBSエキサイトナイター（ラジオ。『TBSナイター』開始の1963年には、実況を担当していた[11]）
    - 侍プロ野球（テレビ。タイトルは2012年現在のもの）

  - バレーボール中継[7][8]（1964年東京オリンピック・モントリオールオリンピック大会等を担当）
  - 競馬中継[7][8]（日本ダービー、有馬記念、G1レース全てを担当。1973年ダービー、1992年ジャパンカップなど）
    - 競馬中継 走れ!ホリディ[8]（『走れホリデー』とも表記[8]。1971年 - 1973年。ラジオ。『日曜ワイドラジオTOKYO』内で放送）

  - モントリオールオリンピック大会（1976年7月。ラジオ）[8]

ほか
- JNNスポーツデスク[7][8]（1978年4月 - 1986年3月）
- 競馬今日の結果あすの予想（1977年。ラジオ）[8]
- 日曜競馬メモリー（1977年。ラジオ）[7][8]

### 著書
- 競馬大全 栄光のサラブレッドたち（1989年、廣済堂出版）ISBN 4331502635
- 有名アナ12人が明かす知的な話し方 明日からスピーチが楽しくなるヒント（1997年、日本文芸社。編著書。大沢悠里ほか執筆）ISBN 4537025905
- 心に残る両親・親族・本人 披露宴のあいさつ（2011年、日本文芸社。協力者。編著者：立山章雄・監修者：武田靖子）ISBN 4537208805